# Zezé Assis
José Assis, plus connu sous le nom de Zezé Assis, né le 1er février 1962, à Luanda, en Angola et mort le 19 août 2007, à Luanda, en Angola, est un ancien joueur angolais de basket-ball. Il évolue durant sa carrière au poste d'ailier.

## Palmarès
- Champion d'Afrique 1989
- Finaliste du championnat d'Afrique 1985
- 3e du championnat d'Afrique 1987